# École nationale supérieure de géologie
 (mars 2022).
Pour les articles homonymes, voir ENSG.
L'École nationale supérieure de géologie (ENSG) est l'une des 204 écoles d'ingénieurs françaises accréditées au 1er septembre 2020 à délivrer un diplôme d'ingénieur.
Située sur le technopôle de Nancy-Brabois, elle est membre de l'université de Lorraine, qui forme des ingénieurs-géologues travaillant essentiellement dans les domaines de l'eau, l'environnement, les ressources naturelles et énergétiques, la géotechnique et la recherche scientifique.

## Histoire
Initialement créé en 1908 par René Nicklès, l'Institut de géologie appliquée de Nancy (IGAN) n'est qu'une modeste structure lorsque Marcel Roubault en prend la direction en 1938. Celui-ci le transforme en École supérieure de géologie appliquée et de prospection minière par décret du 4 décembre 1944, puis en École nationale supérieure de géologie appliquée et de prospection minière par décret du 27 mars 1948.
En 1997, l'ENSG abandonne ses locaux historiques du 94 avenue du Maréchal de Lattre de Tassigny à Nancy, et déménage sur le campus de Brabois à Vandœuvre-lès-Nancy. La même année, elle crée le forum de recrutement Géol Entreprises, devenu depuis le salon Geologia.
En 2011, l'ENSG obtient le statut d'Observatoire des sciences de l'Univers (OSU), qui lui permet de se voir confier des missions d’observation d'intérêt national en sciences de la Terre et de l'Univers.
Depuis 2018, l'ENSG est membre fondateur de l’IMT Grand Est avec Mines Nancy, Télécom Nancy, l’EOST et Télécom Physique Strasbourg.

## Enseignement
Les élèves de l'ENSG sont recrutés deux ans après le baccalauréat, majoritairement dans les classes préparatoires BCPST par l'intermédiaire du concours Géologie, eau et environnement (G2E). Ils proviennent également des classes préparatoires MP, PC et PSI via les concours Mines-Télécom.

### École de terrain
Chaque année en mai, depuis 2015, le stage « École de terrain » permet aux étudiants de 2e année de découvrir l'hydrologie et l'hydrogéologie sur le terrain dans le domaine souterrain de Savonnières-en-Perthois,, ou autour du karst du bois de Trampot, notamment grâce aux matériels et l'encadrement technique de l'Union spéléologique de l'agglomération nancéienne.

### Options d'approfondissement
En troisième année, les élèves ont le choix entre 6 options d'approfondissement :
- Génie et gestion des matières premières minérales (GGMPM)
- Géotechnique
- Géologie et Énergies (GE)
- Ingénierie et hydrodynamique des réservoirs (IHR)
- Gestion et Ressources en Eau et Environnement (GR2E)
- Géologie Numérique (GN)

### Enseignants notoires
- Francis Albarède
- René Coppens (père du paléontologue Yves Coppens)
- Pierre-Louis Maubeuge

### Débouchés
- Géotechnique
- Matières premières minérales
- Géosciences pétrolières
- Eau et environnement
- Géosciences numériques

## Anciens élèves
- Edgar Aubert de la Rüe, géologue - promotion 1924
- Yves Jullian, résistant, compagnon de la Libération - promotion 1938 - La promotion 2011 de l'ENSG porte son nom[11].
- Jean-Pierre Dévigne, géologue - promotion 1944
- Alfred Muzzolini, géologue et préhistorien - promotion 1946
- Jacques Fabriès - promotion 1954
- Jacques Touret - promotion 1958
- Thierry Pilenko - promotion 1981
- Édouard Bard, climatologue - promotion 1985
- François Hommeril - promotion 1986
- Aïssata Issoufou
- Nicolas Dauphas (en) - Promotion 1998